# Max Braubach
Max Braubach (Metz, 10 aprile 1899 – Bonn, 21 giugno 1975) è stato uno storico tedesco.
Si specializzò nell'ambito della storia moderna della Renania-Vestfalia. Dal 1947 al 1948 fu il decano della facoltà di filosofia dell'Università di Bonn, quindi rettore dello stesso ateneo, dal 1959 al 1960. Biografo del principe Eugenio di Savoia, si professò di fede cattolica.

## Biografia

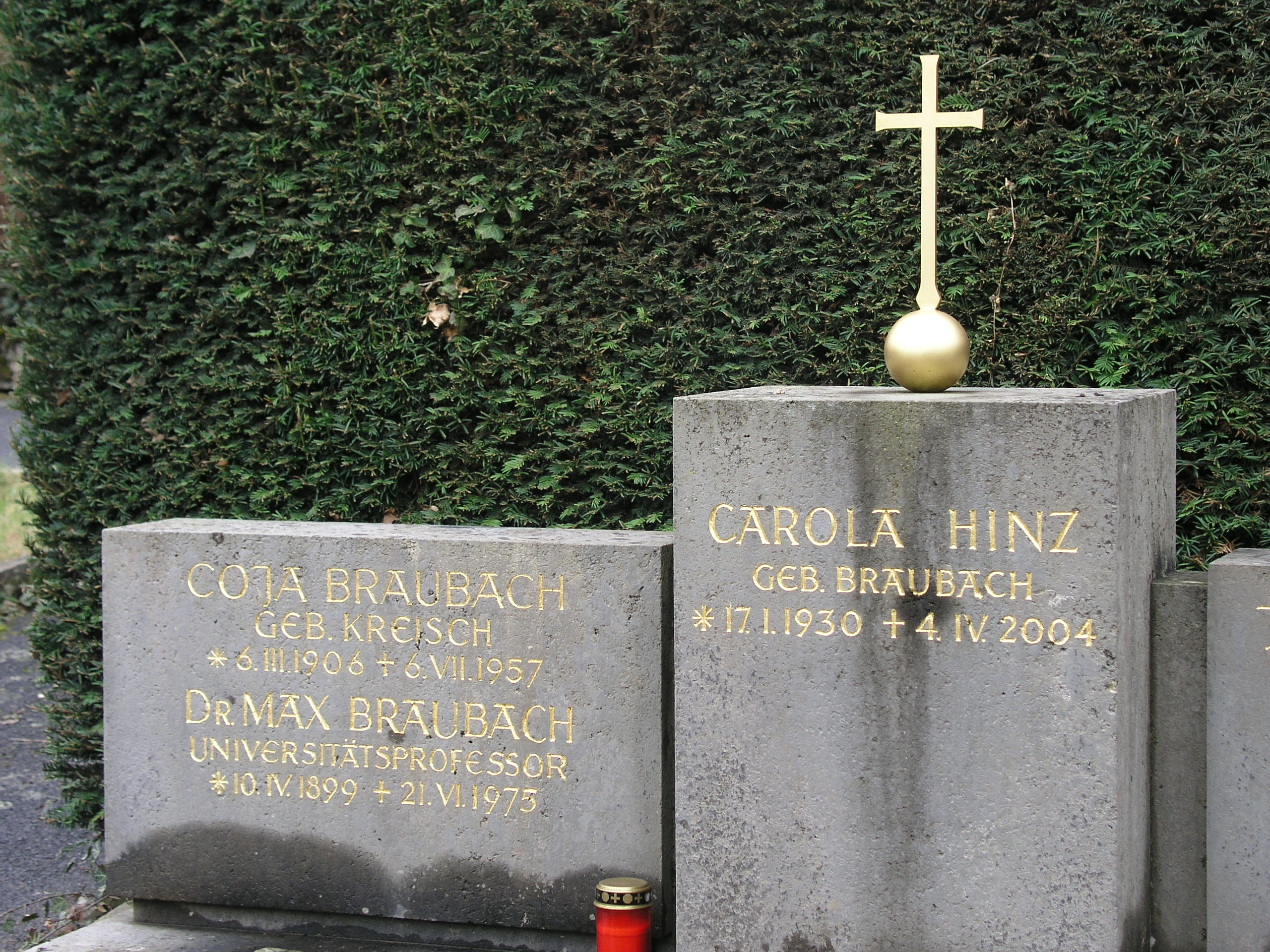
Lapide funeraria di Max Braubach

Nato a Metz, a partire dal 1915 studiò a Strasburgo, Heidelberg, Monaco e a Bonn, dove divenne membro dell'Associazione degli studiosi cattolici renano-bavaresi, affiliata al Kartellverband.
Dal 1917 al 1918, prese parte alla prima guerra mondiale come portabandiera del reggimento ussari di Strasburgo e poi fu inviato sul fronte occidentale col grado di tenente.. opo la prima guerra mondiale, Braubach studiò per la prima volta storia ed economia nel semestre estivo del 1919 a Heidelberg e dal semestre invernale del 1919/20 a Bonn.
Nell'ottobre del 1922, all'età di 23 anni, conseguì il dottorato sotto la direzione di Schulte, con una dissertazione sull'importanza dei sussidi per la politica estera durante la Guerra di successione spagnola. Nel 1924, superò l'esame di abilitazione all'insegnamento universitario presso l'Università di Bonn, presentando una biografia su Max Franz, l'ultimo elettore di Colonia.
Sostenitore del Partito di Centro Tedesco fino al 1933, il 1º aprile 1928, ottenne la cattedra concordataria all'Università di Bonn, una prestigiosa docenza in un'università statale per la quale il Concordato Stato-Chiesa Cattolica prevedeva un diritto di veto sulle nomine che la prelatura continuò ad esercitare fino al 2013. Precisamente, insegnò storia medievale e moderna, posizione che detenne fino al 1967. Dal 1959 al 1960, fu il rettore dell'ateneo.
Dal 1936 al 1967, fu il presidente dell'Associazione Storica del Basso Reno. Dai primi mesi del 1940 prese parte alla Seconda Guerra Mondiale, dapprima come capitano e poi, dal '42 al '44, come maggiore del corpo d'armata del comandante francese Carl-Heinrich von Stülpnagel, attivo nel movimento di Resistenza francese, che lo introdusse al generale Hans Speidel, fra i numerosi altri. Nell'ottobre del '45, Braubach fu liberato e cessòdi essere un ostaggio prigioniero degli americani.
Nel dopoguerra non assunse incarichi politici di particolare rilievo, restando membro del Nationalsozialistische Volkswohlfahrt e del Reichsluftschutzbund. Di orientamento conservatore, mantenne una "netta distanza" da storici e giornalisti di estrema destra che definiva "politicamente compromessi", come Günther Franz, Herbert Grabert e Kurt Ziesel.
Braubach ebbe un ruolo di grande importanza nella ricostruzione postbellica dell'Università di Bonn. Nel 1946, fu eletto vice decano e ufficiale deputato alla denazificazione. Braubach fu eletto vice decano nel 1946/47, decano nell'anno accademico 1947/48 e, infine, rettore dell'Università di Bonn nell' a.a. 1959/1960. Il 19 ottobre 1951, fu nominato membro a pieno titolo della Commissione storica per la Westfalia e, due anni più tardi, membro della Commissione per la storia del parlamentarismo e dei partiti politici a Bonn e membro del Comitato scientifico consultivo dell'Istituto di storia contemporanea di Monaco. Fino al 1969, fu membro consultivo del Deutsches Historisches Institut Paris.
Alcuni suoi progetti del primo dopoguerra precorsero i tempi della ricerca storica. Nel semestre estivo del 1946, Braubach tenne un corso sul tentato omicidio del 20 luglio 1944. Nel 1950, stava supervisionando una tesi di dottorato sulla storia contemporanea.  L'articolo accademico Der Weg zum 20. Juli 1944 , pubblicato nel '53, fu recensito la "migliore revisione critica del materiale disponibile" all'epoca.
Nel contesto di una pluridecennale attività di docente, supervisionò cinque abilitazioni all'insegnamento universitario e centoquaranta dissertazioni dottorali. Fra i suoi allievi si ricordano: Andreas Biederbick, Eugen Ewig, Manfred Funke, Eduard Hegel, Herbert Hermesdorf, Hans Horn, Josef Jansen, Georg Kliesing, Herbert Lepper, Horst Günther Linke, Walter Loch, Günther von Lojewski, Friedrich J. Lucas, Wolfram Köhler, Norbert Matern, Klaus Müller, Konrad Repgen, Horst Romeyk, Dieter Schuster, Stephan Skalweit, Karl Stommel e Hermann Weber.
Si spense a Bonn il 21 giugno 1975.

## Opere
Nel corso della sua vita accademica, Braubach ha presentato tre dozzine di libri, più di duecento saggi e probabilmente fino a mille recensioni.
Le sue ricerche si focalizzarono sulla storia europea e della Renania dalla fine del XVII a tutto il XVIII secolo, sulla storia contemporanea fino al 1945 e la storia dell'Università di Bonn. In occasione del suo 70 ° compleanno, è stata pubblicata una raccolta di trentadue saggi intitolata Diplomatie und geistiges Leben im 17. und 18. Jahrhundert (Diplomazia e vita spirituale nei secoli XVII e XVII).
L'opera che gli diede notorietà a livello internazionale fu la biografia del principe Eugenio di Savoia, pubblicata in cinque volumi fra il 1963 e il 1965. Braubach ha presentato una ricostruzione della storia del Reno dal 1648 al 1815.
Inoltre, è stato uno degli autori del manuale scolastico di storia Handbuch der deutschen Geschichte, noto come Gebhardt. Per tale collana, nell'edizione del 1931 fu l'autore del volume che copriva gli anni dal 1740 al 1815. Nelle edizioni del dopoguerra si occupò del periodo dal 1648 al 1815, dando alle stampe nel '55 il volume Von der Reformation bis zum Ende des Absolutismus, (Dalla Riforma alla fine dell'assolutismo).

## Premi e riconoscimenti
- 1958: dottorato onorario assegnato dall'Università di Clermont-Ferrand;
- 1961: Ordine delle Palme accademiche;
- 1969: Ordine al merito di Germania[18];
- 1971: Ordine al merito della Repubblica austriaca (Großes Silbernes Ehrenzeichen mit dem Stern für Verdienste um die Republik Österreich).[18][19]

Nel 1930, fu eletto nel consiglio consultivo della Görres-Gesellschaf, poi membro a pieno titolo della Commissione storica presso l'Accademia bavarese delle scienze (nel 1951), membro onorario dell'Istituto per la ricerca storica austriaca (nel 1958), membro corrispondente della sezione storico-filosofica dell'Accademia delle scienze bavarese (nel 1964) e membro della Rheinisch-Westfälische Akademie der Wissenschaften (nel 1970).
Nel 1964, un festival culturale fu nominato in suo onore.